# Abies kawakamii
Abies kawakamii o abeto de Taiwán es una especie de conífera perteneciente a la familia Pinaceae. Es endémica de Taiwán.

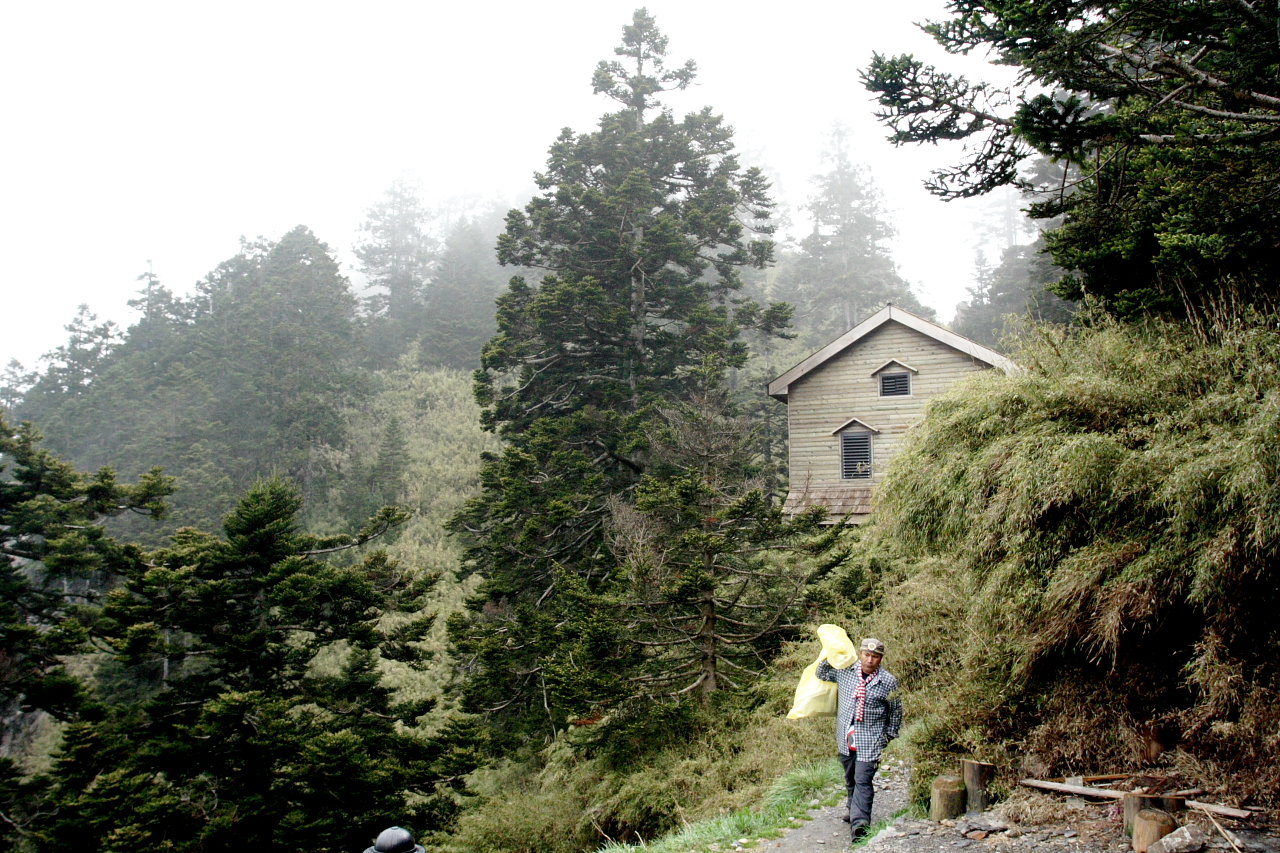
Vista del árbol

## Descripción
Es un árbol piramidal que alcanza los 15-35 metros de altura y su tronco erecto de 50 cm de diámetro. Corteza resinosa gris-blanco que llega a marrón. Las hojas de color verde oscuro de 1.5-3 cm de longitud y 1.7 mm de ancho. Las flores en una piña cilíndrica de 6-7 cm de longitud por 3.5-4 cm de ancho que cuando madura se vuelve color púrpura. Las semillas negras con alas tienen 1.6 cm de longitud.

## Taxonomía
Abies kawakamii fue descrita por (Hayata) Ito y publicado en Encyclopedia Japonica 2: 167. 1909.
Etimología
Abies: nombre genérico que viene del nombre latino de Abies alba.
kawakamii: epíteto
Sinonimia
- Abies mariesii var. kawakamii Hayata	[4][5]